# Гоенштадт
Гоенштадт (нім. Hohenstadt) — громада в Німеччині, знаходиться в землі Баден-Вюртемберг. Підпорядковується адміністративному округу Штутгарт. Входить до складу району Геппінген.
Площа — 11,64 км2. Населення становить 928 ос. (станом на 31 грудня 2020).